# 後佩茨湖

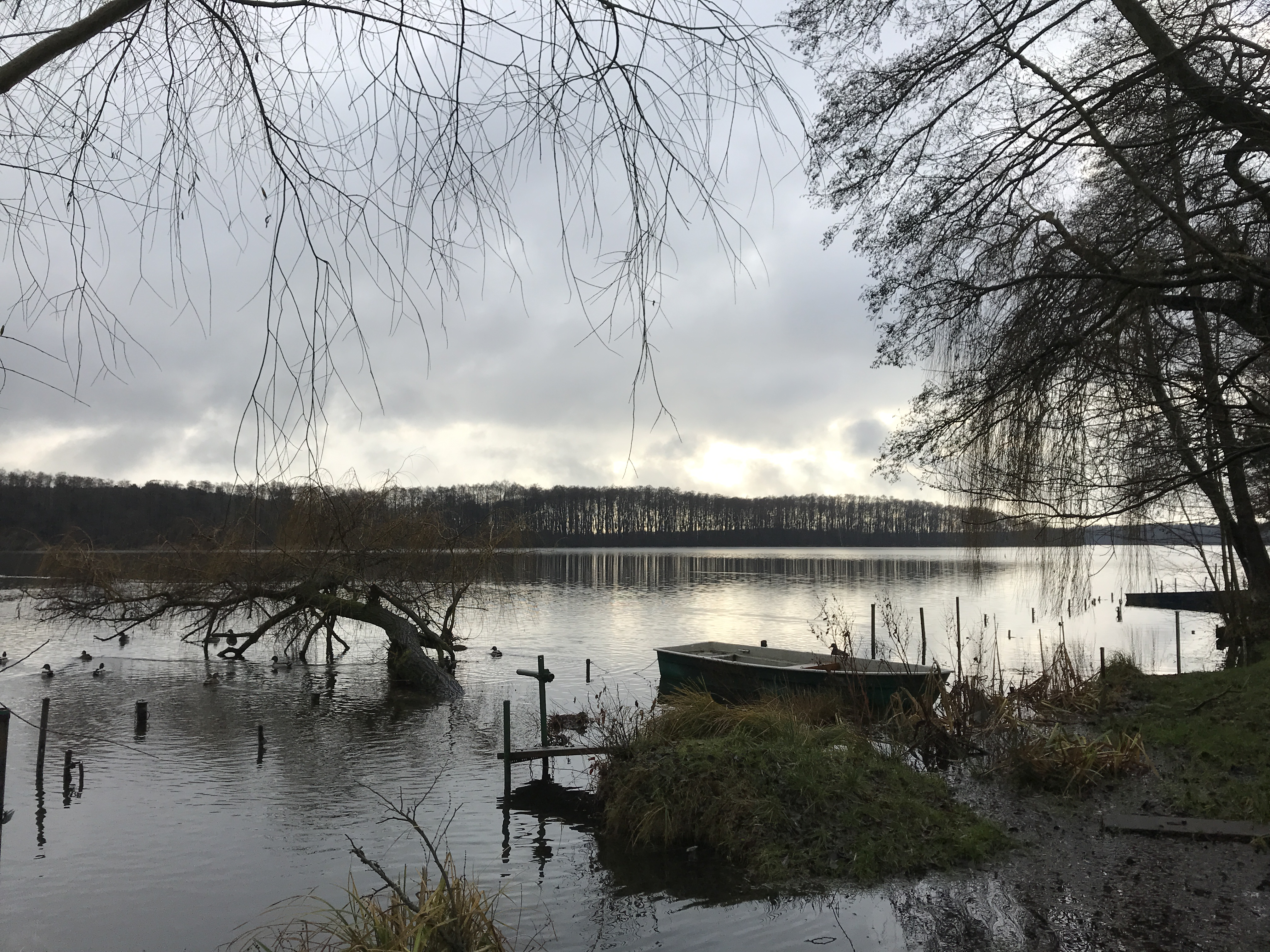

52°12′23″N 13°37′58″E / 52.20639°N 13.632832°E
後佩茨湖（德語：Pätzer Hintersee），是德國的湖泊，位於該國西南部，由勃蘭登堡州負責管轄，處於達默-施普雷瓦爾德縣，長3.2公里、寬1公里，海拔高度28米，最大水深18米。